# چال‌فانت (کالیفرنیا)
چال‌فانت (به انگلیسی: Chalfant) یک منطقهٔ مسکونی در ایالات متحده آمریکا است که در شهرستان مونو، کالیفرنیا واقع شده‌است. چال‌فانت ۷۲٫۶۵۰ کیلومتر مربع مساحت و ۶۵۱ نفر جمعیت دارد و ۱٬۲۹۸ متر بالاتر از سطح دریا واقع شده‌است.